# Llista de topònims de Canavelles
Llista de topònims (noms propis de lloc) de Canavelles (Conflent).
Informació actualitzada per un bot. Els canvis manuals es perdran quan s'actualitzi!

## edifici
| imatge | Nom               | Ubicat a   | instància de | Detalls | coordenades                                                                      | Protecció | Commons (més fotos) | Dades a WD                    |
| ------ | ----------------- | ---------- | ------------ | ------- | -------------------------------------------------------------------------------- | --------- | ------------------- | ----------------------------- |
|        | Castell de Llar   | Canavelles | edifici      |         | 42° 31′ 49″ N, 2° 14′ 44″ E / 42.530201°N,2.24555°E Llar (Canavelles) 908.4 msnm |           |                     | Modifica les dades a Wikidata |
|        | Castell de Serola | Canavelles | edifici      |         | 42° 31′ 49″ N, 2° 14′ 44″ E / 42.530201°N,2.24555°E 908.4 msnm                   |           |                     | Modifica les dades a Wikidata |

## església
| imatge | Nom                                  | Ubicat a   | instància de          | Detalls                                                                             | coordenades                                                                    | Protecció | Commons (més fotos)                 | Dades a WD                    |
| ------ | ------------------------------------ | ---------- | --------------------- | ----------------------------------------------------------------------------------- | ------------------------------------------------------------------------------ | --------- | ----------------------------------- | ----------------------------- |
|        | Sant Andreu de Llar                  | Canavelles | església              |                                                                                     | 42° 31′ 47″ N, 2° 12′ 42″ E / 42.52977°N,2.21164°E 1357.3 msnm                 |           | Église nouvelle Saint-André de Llar | Modifica les dades a Wikidata |
|        | Sant Andreu de Llar (església vella) | Canavelles | església Ús: església | Estil: arquitectura romànica Anomenat per: Andreu apòstol Dedicat a: Andreu apòstol | 42° 31′ 54″ N, 2° 13′ 00″ E / 42.5318°N,2.2167°E Llar (Canavelles) 1344.5 msnm |           | Église Saint-André de Llar          | Modifica les dades a Wikidata |
|        | Sant Martí de Canavelles             | Canavelles | església Ús: església | Estil: arquitectura romànica Dedicat a: Sant Martí de Tours                         | 42° 32′ 13″ N, 2° 14′ 59″ E / 42.537°N,2.2498°E 937.4 msnm                     |           | Église Saint-Martin de Canaveilles  | Modifica les dades a Wikidata |
|        | Sant Pere d'Eixalada                 | Canavelles | església              | Estil: arquitectura romànica Estat: ruïnós Dedicat a: Sant Pere                     | 42° 31′ 55″ N, 2° 14′ 53″ E / 42.532°N,2.2481°E 828.3 msnm                     |           | Église Saint-Pierre des Graus       | Modifica les dades a Wikidata |

## muntanya
| imatge | Nom                                   | Ubicat a                      | instància de | Detalls | coordenades                                                                       | Protecció | Commons (més fotos) | Dades a WD                    |
| ------ | ------------------------------------- | ----------------------------- | ------------ | ------- | --------------------------------------------------------------------------------- | --------- | ------------------- | ----------------------------- |
|        | Cim de les Saleres de Pedres Blanques | Aiguatèbia i Talau Canavelles | muntanya     |         | 42° 31′ 59″ N, 2° 10′ 55″ E / 42.53315555555555°N,2.181911111111111°E 1963.5 msnm |           |                     | Modifica les dades a Wikidata |
|        | Puig de Clavera                       | Aiguatèbia i Talau Canavelles | muntanya     |         | 42° 32′ 14″ N, 2° 11′ 16″ E / 42.53722777777778°N,2.187752777777778°E 1982.3 msnm |           |                     | Modifica les dades a Wikidata |
|        | Puig de la Creu                       | Aiguatèbia i Talau Canavelles | muntanya     |         | 42° 32′ 29″ N, 2° 12′ 54″ E / 42.541525°N,2.21508889°E 1553.8 msnm                |           |                     | Modifica les dades a Wikidata |

## port de muntanya
| imatge | Nom                 | Ubicat a               | instància de     | Detalls | coordenades                                                      | Protecció | Commons (més fotos) | Dades a WD                    |
| ------ | ------------------- | ---------------------- | ---------------- | ------- | ---------------------------------------------------------------- | --------- | ------------------- | ----------------------------- |
|        | Collet de Querangle | Canavelles             | port de muntanya |         | 42° 31′ 51″ N, 2° 13′ 50″ E / 42.530697°N,2.230453°E 1237.6 msnm |           |                     | Modifica les dades a Wikidata |
|        | La Collada          | Canavelles Fontpedrosa | port de muntanya |         | 42° 31′ 32″ N, 2° 11′ 12″ E / 42.525592°N,2.186758°E 1530.7 msnm |           |                     | Modifica les dades a Wikidata |

## Misc
| imatge | Nom                           | Ubicat a                      | instància de                          | Detalls                                                   | coordenades                                                                              | Protecció | Commons (més fotos)      | Dades a WD                    |
| ------ | ----------------------------- | ----------------------------- | ------------------------------------- | --------------------------------------------------------- | ---------------------------------------------------------------------------------------- | --------- | ------------------------ | ----------------------------- |
|        | Bosc Comunal de Canavelles    | Canavelles                    | bosc comunal                          | Superfície: 0.77km²                                       | 42° 32′ 34″ N, 2° 14′ 05″ E / 42.542777777778°N,2.2347222222222°E                        |           |                          | Modifica les dades a Wikidata |
|        | Els Banys de Canavelles       | Canavelles                    | banys públics                         |                                                           | 42° 31′ 52″ N, 2° 35′ 07″ E / 42.531177777778°N,2.5852°E Conflent 709.2 msnm             |           |                          | Modifica les dades a Wikidata |
|        | Graus de Canavelles           | Canavelles                    | congost                               |                                                           | 42° 31′ 54″ N, 2° 14′ 56″ E / 42.53178888888889°N,2.248838888888889°E 720 msnm           |           |                          | Modifica les dades a Wikidata |
|        | Llar (Canavelles)             | Pirineus Orientals Canavelles | municipi francès                      |                                                           | 42° 31′ 48″ N, 2° 12′ 41″ E / 42.5301°N,2.2113°E 1364.9 msnm                             |           | Llar                     | Modifica les dades a Wikidata |
|        | Tet                           | Pirineus Orientals            | riu                                   | Desemboca: mar Mediterrània Llarg: 115.8km Conca: 1369km² | 42° 42′ 48″ N, 3° 02′ 23″ E / 42.713333333333°N,3.0397222222222°E                        |           | Têt                      | Modifica les dades a Wikidata |
|        | casa de la vila de Canavelles | Canavelles                    | instal·lació Ús: seu del govern local |                                                           | 42° 32′ 11″ N, 2° 15′ 00″ E / 42.5364282871341°N,2.24992251514221°E fr:66360 CANAVEILLES |           | Town hall of Canaveilles | Modifica les dades a Wikidata |
|        | castell de Nyòvols            | Canavelles                    | castell                               |                                                           | 42° 31′ 57″ N, 2° 15′ 05″ E / 42.532535°N,2.251404°E 778.4 msnm                          |           |                          | Modifica les dades a Wikidata |